# Benthana sulcata
Benthana sulcata là một loài chân đều trong họ Philosciidae. Loài này được Gruner miêu tả khoa học năm 1955.